# جوزيف هونوري سيمون بو
جوزيف أونوريه سيمون بيو (8 مايو 1806 - 11 أغسطس 1865) هو طبيبٌ فرنسي، عُرف لأبحاثه في فيزيولوجيا القلب والرئتين.
حصل في عام 1836 على درجة الدكتوراه في باريس مع أطروحة «De l’emploi des évacuants». عيّن منذ عام 1840 طبيبًا للمكتب المركزي، وحصل على شهادته بعد عدة سنواتٍ في 1844. أصبح في يوليو 1856 عضوًا في الأكاديمية الوطنية للطب. كان من أبرز مناصري الفيزيولوجيا المرضية. نُشرت الأطروحات المتعلقة بدراساته حول القلب والرئتين في البداية في أرشيف الطب العام (بالفرنسية: Archives générales de médecine)‏ (1834 إلى 1845)، وجُمعت في «أطروحة تجريبية وسريرية حول التسمع المطبقة على دراسة أمراض الرئة والقلب» (بالفرنسية: Traité expérimental et clinique d'auscultation appliqué à l'étude des maladies du poumon et du coeur)‏ (1856). نسخة محفوظة 2013-02-09 at Archive.is</ref>